# トレモージネ・スル・ガルダ
トレモージネ・スル・ガルダ（伊: Tremosine sul Garda）は、イタリア共和国ロンバルディア州ブレシア県にある、人口約2,100人の基礎自治体（コムーネ）。

## 名称
2013年11月7日、自治体名改称のための州法が成立し、トレモージネ（Tremosine）から改称された。

## 地理

### 位置・広がり
ブレシア県東部に位置するコムーネで、町域はガルダ湖畔に面する。ガルダ湖北端のリーヴァ・デル・ガルダから南西へ14km、ガルダ湖南西端のデゼンツァーノ・デル・ガルダから北北東へ39km、ヴェローナから北北西へ44km、県都ブレシアから東北東へ49km、州都ミラノから東北東へ126kmの距離にある。

#### 隣接コムーネ
隣接するコムーネは以下の通り。括弧内のVRはヴェローナ県、TNはトレント自治県所属を示す。
- ブレンゾーネ・スル・ガルダ (VR)
- リモーネ・スル・ガルダ
- マガーザ
- マルチェージネ (VR)
- レードロ (TN)
- ティニャーレ

### 気候分類・地震分類
気候分類では、zona E, 2801 GGに分類される。
また、イタリアの地震リスク階級 (it) では、zona 2 (sismicità media) に分類される
。

## 行政

### 分離集落
トレモージネ・スル・ガルダには以下の分離集落（フラツィオーネ）がある。
- Arias, Bazzanega, Cadignano, Campione, Castone, Mezzema, Musio, Pieve, Pregasio, Priezzo, Secastello, Sermerio, Sompriezzo, Ustecchio, Vesio, Villa, Voiandes, Voltino

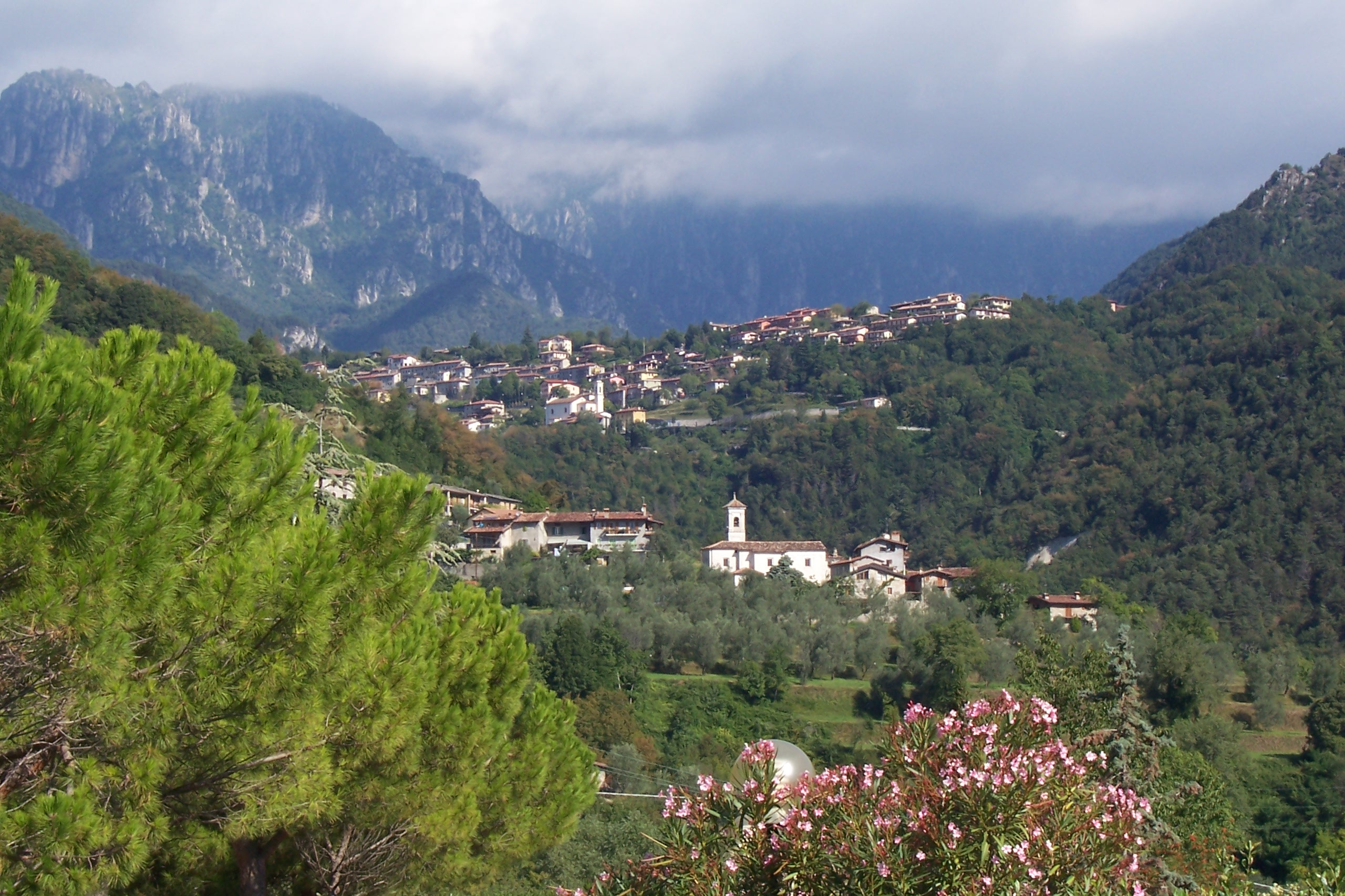
フラツィオーネ、Priezzo (上) と Vesio

## 文化・観光
「イタリアの最も美しい村」クラブ加盟コムーネである。